# Ектор Бальдассі
Ектор Вальтер Бальдассі (ісп. Héctor Walter Baldassi, нар. 5 січня 1966, Ріо-Себальйос, Кордова) — аргентинський футбольний арбітр і політик.

## Біографія
Розпочав судити у аргентинській Прімері у 1998 році, а через два роки він дебютував на міжнародному рівні. Бальдассі судив ряд клубних змагань КОНМЕБОЛ, включаючи фінальний матч Копа Лібертадорес 2008 року, а також взяв участь у декількох міжнародних змаганнях, включаючи Кубок Америки 2004 року та Олімпійські ігри 2008 року в Пекіні.
Він був викликаний на молодіжний чемпіонат світу 2007 року, але згодом був звільнений, оскільки один з його помічників не пройшов медичні тести. Натомість на наступний турнір 2009 року у Єгипті він таки потрапив і відсудив три гри.
Наступного року він був обраний арбітром на чемпіонат світу 2010 року, де відсудив чотири гри.
У 2013 році він був обраний членом Палати депутатів Аргентини, де став представляти свою рідну провінцію Кордова від партії Республіканська пропозиця.